# スウィート・ホーム・アラバマ
「スウィート・ホーム・アラバマ」（Sweet Home Alabama）は、アメリカ合衆国のロック・バンド、レーナード・スキナードが1974年のアルバム『セカンド・ヘルピング』で発表した楽曲。メンバーのうちエド・キング、ゲイリー・ロッシントン、ロニー・ヴァン・ザントの3人が共作した。同年にシングル・カットされ、バンドにとって初のヒット曲となった。アラバマ州を題材としており、同州の非公式な州歌としても知られているが、本作を作詞・作曲した3人はアラバマ州出身者でなく、キングはカリフォルニア州、ロッシントンとヴァン・ザントはフロリダ州出身である。

## 作詞・作曲
エド・キングによれば、ゲイリー・ロッシントンがリハーサルで弾いたギター・リフが元になり、キングの夢の中でコーラスやメイン・ソロが浮かんで、翌朝にキングが他のメンバーに曲を披露し、その後ロニー・ヴァン・ザントが歌詞を作ったという。冒頭に聞かれる「123」はキングによるものである。続いて聞かれる「Turn it up.」はヴァン・ザントによるものであるがこれは意図したものではなくモニター用のヘッドフォンの音量をもっと大きくするようにスタジオのエンジニアへ伝えている声がたまたま録音されたものである。
この曲はニール・ヤングの「サザン・マン」及び「アラバマ」という曲に対する返答として知られ、歌詞の中にはヤングの名前や「サザン・マン」という言葉が登場する。ただし、これによって両者の関係が悪化したわけではなく、むしろバンドはヤングの大ファンで、一方のヤングも「奴らのようなアーティストの曲に俺の名前が出てきたことを誇りに思うよ」「偉大な曲だと思う。俺自身も実際に、何度かライヴで演奏した」と語っている。また、人種差別主義的な政策で知られるアラバマ州知事ジョージ・ウォレスを賛美した歌と思われたこともあるが、作詞者のロニー・ヴァン・ザントは「アラバマ州知事に関する詞は誤解されていた。一般の人々には例のくだりの後に『ブー! ブー! ブー!』って言ってるのが聞こえてなかったし、メディアは知事を敬愛してる人々の所だけを取り上げたんだよ」と語ったという。

## レコーディング
ベーシック・トラックはエド・キング（ギター）、レオン・ウィルクソン（ベース）、ボブ・バーンズ（ドラムス）の3人で録音され、わずか3〜4テイクで終了した。リードギターはキングが担当した。レコーディング当時、キングのストラトキャスターはピックアップが良くなかったため、アンプのボリュームをほぼ全開にせざるを得なかったという。
クライディ・キングやメリー・クレイトンといった外部ミュージシャンが、バッキング・ボーカルで参加した。なお、アフリカ系アメリカ人であるクレイトンは、ニール・ヤングがアメリカ南部の人種差別を批判した「サザン・マン」をカヴァーしており、「スウィート・ホーム・アラバマ」に参加するかどうか悩んだことを、ドキュメンタリー映画『バックコーラスの歌姫たち』（2013年公開）で明かしている。また、The A.V. Clubが2013年に行ったインタビューによれば、クレイトンはクライディ・キングから最初に連絡を受けた時「誰のスウィート・ホームでもないアラバマのことは歌わない」と断ったが、夫に「君がやるべきなのは音楽を自分の主張にすることだ」と説得され、参加することにしたという。

## 反響・評価
レーナード・スキナードは本作で初のBillboard Hot 100入りを果たし、自身最高の8位を記録している。
キッド・ロックの2008年のヒット曲「オール・サマー・ロング」では「スウィート・ホーム・アラバマ」とウォーレン・ジヴォンの「ロンドンのオオカミ男」がマッシュアップされており、その影響で、同年には本作も全英シングルチャートを上昇し、ドイツ等のシングル・チャートにも入った。
『ローリング・ストーン』誌が選出したオールタイム・グレイテスト・ソング500では407位にランク・イン。また、ultimateclassicrock.comが選出した「トップ100クラシック・ロック・ソングス」では14位にランク・インした。

## アコースティック・ヴァージョン
1994年にリリースされたアルバム『Endangered Species』では、本作を含む多数の曲がアコースティック・アレンジでセルフ・カヴァーされた。同年には、「スウィート・ホーム・アラバマ」のアコースティック・ヴァージョンをリード・トラックとしたCDシングルもヨーロッパで発売されている。

## 影響

### アラバマ州関連
2008年、アラバマ州観光局は、キャンペーンのキャッチ・フレーズとして本作から取った「Sweet Home Alabama」を公式に採用した。また、2009年より本作を元にした標語「Sweet Home Alabama」がアラバマ州の自動車のライセンス・プレートに使用された。

### 大衆文化での使用例
レーナード・スキナードによる「スウィート・ホーム・アラバマ」は、多数の映画のサウンドトラックで使用された。例として『フォレスト・ガンプ/一期一会』（1994年公開）、『クリムゾン・タイド』（1995年公開）、『誘う女』（1995年公開）、『コン・エアー』（1997年公開）、『エクセス・バゲッジ/シュガーな気持ち』（1997年公開）、『8 Mile』（2002年公開）、『テキサス・チェーンソー』（2003年公開）、『ガール・ネクスト・ドア』（2004年公開）、『サハラ 死の砂漠を脱出せよ』（2005年公開）、『怪盗グルーの月泥棒 3D』（2010年公開）等がある。また、アメリカでは2005年1月より、歌を抜いたリミックス・ヴァージョンがKFCコーポレーションのテレビCMで使用された。
2002年の映画『メラニーは行く!』（原題：Sweet Home Alabama）のタイトルは本作にちなんでおり、劇中ではコーンブレッドとジュエルによる本作のカヴァーが使用された。
2008年の音楽ゲーム『Guitar Hero World Tour』ではライヴ・ヴァージョンが使用された。
スポーツの分野では、2000年にWWF・アルマゲドンのテーマ曲として使用された。また、アラバマ州出身の野球選手デビット・ロバートソンが登場曲として使った。なお、やはりアラバマ州出身の投手ジェイク・ピーヴィも登場曲に使っていたことがあるが、後にピーヴィはロバートソンに敬意を表し、自分の登場曲をブルース・スプリングスティーンの「バッドランド」に変更した。

## カヴァー
- レニングラード・カウボーイズ - カヴァー・アルバム『ハッピー・トゥギャザー』（1994年）に収録[38]。
- アラバマ - トリビュート・アルバム『Skynyrd Frynds』（1994年）に提供[39]。
- ジュエル - 映画『メラニーは行く!』（2002年）のサウンドトラック・アルバムに収録[40]。
- ビッグ・ツナ - 2010年のコンピュータゲーム『スタークラフト2』にカヴァーを提供し、同作で使用された曲のコンピレーション・アルバム『Revolution Overdrive: Songs of Liberty』（2010年）にも収録された[41]。
- 鬼束ちひろ - カヴァー・アルバム『FAMOUS MICROPHONE』（2012年）に収録。
- ガース・ブルックス - ボックス・セット『Blame It All on My Roots: Five Decades of Influences』（2013年）に収録[42]。